# Lista de personagens da série Mario
Lista de personagens fictícios da série de jogos eletrônicos Mario.

## Principais

### Mario
O personagem principal da série. Está com frequência em companhia de seu irmão Luigi. Considerado o herói universal do Reino Cogumelo, já salvou diversas donzelas em perigo como Pauline, Peach e Daisy. Inicialmente, como mostra a série de desenho animado Super Mario Bros., Mario e Luigi chegam ao Reino Cogumelo como encanadores a serviço de consertar o encanamento de uma senhora quando veem Bowser atacando a princesa Peach e resolvem ajudá-la (no filme com atores reais eles atravessaram um portal dimensional enquanto perseguiam dois vilões e no filme animado eles foram sugados por um Warp Pipe enquanto exploravam o esgoto). A partir desse dia passarão a viver lá como "defensores do reino". Desde meados da década de 90, a roupa padrão de Mario é uma camiseta vermelha, boné vermelho com a letra "M" e um macacão azul. É namorado da Princesa Peach.

### Luigi
Irmão de Mario. Apesar de um pouco medroso, quase sempre está na companhia de seu irmão para combater o perigo quando necessário. Sua primeira aparição foi no jogo Mario Bros. (1983). Depois disso deu as caras em quase todos os jogos da série juntamente com seu irmão. Em muitos jogos de aventura de Mario, Luigi atua como um personagem jogável através do jogador 2. Sua roupa é semelhante à de seu irmão, com a cor verde predominando. Desde meados da década de 90, a roupa padrão de Luigi é uma camiseta verde, boné verde com a letra "L" e um macacão meio roxo e azulado. É namorado da Princesa Daisy.

### Princesa Peach
Princesa Peach é a princesa do Reino Cogumelo com uma variedade de servos. Entre eles, Toads, Koopas, Goombas, Shy Guys e vários outros. Seu mordomo, Toadsworth, tem com ela uma relação muito próxima. Peach é grande amiga da Princesa Daisy. A primeira aparição da princesa na série é no jogo Super Mario Bros., onde foi raptada pelo vilão Bowser e deve ser salva pelo herói encanador Mario ou por seu irmão Luigi. A princesa aparece em grande parte dos jogos da franquia e em jogos derivados ela é um personagem jogável. O mesmo acontece em alguns outros títulos da série, como Super Mario Bros. 2, Super Mario 3D World, Super Mario Run e Super Paper Mario. A princesa além de sempre ser capturada por Bowser já salvou Mario e Luigi de suas garras em Super Princess Peach, jogo próprio que estrelou no Nintendo DS. Ela é humana, assim como Mario e Luigi, sendo que no filme animado ela diz que sua lembrança mais antiga e de ter sido encontrada e adotada pelos Toads, que fizeram dela a princesa deles. É namorada do Mario.

### Princesa Daisy
Daisy é a princesa de Sarasaland, um reino composto de 4 reinos, o reino de Birabuto (baseado no Egito), que é populado por Gaos e governado pelo Rei Totomesu, o reino de Muda (baseado em Mu e em Bermuda), que é populado por Yurarins e governado pelo Dragonzamasu, o reino de Easton (baseado na Ilha de Pascóa), que é populado por Tokotokos e governado por Hiyoihoi, e o reino de Chai (baseado na China Antiga), que é populado por Pionpis e governado por Biokinton. Sarasaland é um reino muito distante do Reino Cogumelo. O reino só apareceu duas vezes nos jogos de Mario, os unicos jogos com sua aparição foi no jogo Super Mario Land e Super Mario Land 2 se bem que no jogo Mario Kart Wii acredita-se que a pista Circuito Daisy se passa em Sarasaland, mas nada confirmado oficialmente. Daisy, a não ser em Super Mario Land e Super Mario Land 2: 6 Golden Coins e em Super Mario Run, só aparece em jogos derivados da série Mario. Daisy tem uma amizade muito próxima com a Princesa Peach, com alguns jogos até dizendo que Daisy se mudou para o Reino Cogumelo. É namorada do Luigi.

### Wario
Ele é uma espécie de "cópia" de Mario, só que é obeso. A roupa é boné amarelo, blusa curta amarela, macacão roxo com botões brancos e sapatos verdes. A primeira vez que ele apareceu foi em Super Mario Land 2. Na época, ele era vilão. Mas, ao longo do tempo, passou a ser herói. Ele aparece tanto em spin-offs como jogos de plataforma, independente de os mesmos serem dele ou de qualquer outro personagem.

### Waluigi
Igual a Wario, ele é uma espécie de "cópia" de Luigi, só que muito alto e muito magro. A roupa é boné roxo, blusa longa roxa, macacão preto com botões amarelos e sapatos laranjas. A primeira vez que ele apareceu foi em Mario Tennis. Na época, ele era vilão. Mas, ao longo do tempo, passou a ser herói, que nem Wario. Ele aparece só em jogos derivados.

### Yoshi
Yoshis são dinossauros que vivem na Ilha dos Yoshis. Um Yoshi uma vez ajudou Mario em sua infância levando a ele e a seu irmão quando bebês para seus pais no contexto do jogo Super Mario World 2: Yoshi's Island. Como diz a série de desenho animado Super Mario Brothers, o Yoshi principal da série foi encontrado quando Luigi se perdeu de Mario e Peach na Terra dos Dinossauros e se deparou com um bloco que, quando quebrado, ao invés de cogumelos ou flores saírem dele, acabou aparecendo um ovo de Yoshi. Este Yoshi costuma falar na terceira pessoa do singular (por exemplo ao invés de dizer "Eu fiz isso" ele diz "Yoshi fez isso") e também é protagonista em seus próprios jogos.

### Birdo
Birdo é uma ex-inimiga cujo gênero é geralmente apresentado como um mistério, pois nunca é exato se Birdo possuem uma identidade de gênero masculina, feminina ou mesmo não-binária, mas é geralmente referida com pronomes femininos, então é considerada feminina pelos fãs e pela Nintendo.
Birdo é um dinossauro rosa (em alguns jogos são multicoloridos) que sempre usa um laço vermelho na cabeça. Pertence a espécie dos "birdossauros". Birdo pode soltar ovos e fogo pela boca e sugar a comida. Foi feita também sua versão robô: Robirdo, em Super Mario Advance.
Curiosidade: No desenho animado (Super Mario Bros. Super Show), as Birdos podem voar, embora nunca tenha voado em jogo nenhum.

### Toad
Toad é um dos cogumelos servos de Peach, muito chegado a ela e a Mario e Luigi. Vive no Reino Cogumelo no castelo da Peach sempre a disposição. Toad é uma simpática criatura que serve de aliado aos irmãos Mario e Luigi dizendo o que precisam fazer no jogo, ou apenas avisando que a Princesa está em outro castelo. Toad é um personagem jogável em jogos esportivos da série. Os poucos jogos de aventura em que é controlável são Super Mario Bros 2 (mais conhecido pela sua versão do SNES, dentro do jogo Super Mario All-Stars), New Super Mario Bros Wii, controlando os Toads Amarelo e Azul, Super Mario 3D World e Captain Toad: Treasure Tracker, onde ele é o protagonista, junto com Toadette.

### Toadette
Toadette é a parceria de Toad. Sua cabeça é rosa com algumas pintinhas brancas na cabeça. Usa um colete rosa e um par de cogumelos em suas tranças. Aparece em Mario Party (6, 7, 8 e DS'), Mario Kart Double Dash, Mario Kart Wii entre outros diversos jogos desportivos.
Ela é uma dos poucos personagens que originaram dos jogos derivados e gradualmente conseguiram aparecer em jogos da linha principal.

### Rosalina
Rosalina é a Rainha das Lumas. Ela perdeu a mãe quando pequena, mas se sente feliz com suas filhas adotivas as estrelinhas Lumas e em Super Mario Galaxy, ajudou a salvar a Princesa Peach. Ela aparece em Super Mario Galaxy e 2 e em vários jogos desportivos, como Mario Kart Wii. As séries de mangás (revistas em quadrinhos japonesas) indicam que a Rosalina, assim como a Daisy, ou tem um parentesco com a Peach ou é uma amiga muito próxima dela.

### Pauline
Pauline é uma personagem das franquias de jogos eletrônicos Mario e Donkey Kong, tendo sua primeira aparição em Donkey Kong em 1981. Ela é a primeira donzela em perigo da série. Ela apareceu apenas em participações especiais após sua primeira aparição até 2017, quando Super Mario Odyssey é lançado e Pauline retorna oficialmente ao elenco de Super Mario. Nesse jogo, ela aparece sendo a prefeita da Cidade de Nova Donk, e recebe a ajuda de Mario após sua cidade ser invadida por Bowser. Pauline também faz aparição nos jogos Super Smash Bros Ultimate, Mario Tennis Aces, Mario Kart Tour e Mario Golf Super Rush.

## Secundários

### Donkey Kong
Donkey Kong é um gorila que esteve com Mario desde sua primeira aparição, no jogo de sua primeira aparição Donkey Kong é o inimigo de Mario, no jogo Donkey Kong se caracteriza por jogar barris em Mario, que deve desviá-los. Mario e Donkey Kong ficaram tão famosos que a Nintendo resolveu criar mais jogos onde os heróis se confrontam. Mario e Donkey Kong se encontram como inimigos também em Mario vs. Donkey Kong na versão para Game Boy, Mario vs. Donkey Kong: Mini Land Mayhem, Mario vs. Donkey Kong 2: March of the Minis e Mario vs. Donkey Kong: Tipping Stars. Apesar de tudo Mario e Donkey Kong não são inimigos, podemos ver Donkey Kong em vários outros jogos de Mario como nas séries Mario Party, Mario Kart e nos jogos Mario & Sonic at the Olympic Games.

### Diddy Kong
Sobrinho de Donkey Kong, Diddy Kong é caracterizado como um um parceiro de Donkey Kong na maioria de seus jogos, Diddy Kong se destacou tanto que conseguiu um jogo onde ele é o herói Diddy Kong Racing (sem a aparição de Donkey) onde ele e seus amigos fazem uma corrida com karts, aviões e jet-skis, Diddy sempre acompanha seu tio nas aventuras de sua série (sem contar pelos jogos do inicio da franquia Donkey Kong onde os personagens eram Cranky Kong o avô de Donkey e Donkey Kong Jr. o pai de Donkey) e às vezes Diddy também acompanha seu tio em alguns jogos de Mario como por exemplo em Mario Party DS e Mario Kart Wii.

### Toadsworth
É um Toad idoso que sempre fica ao lado de Peach, responsável pelo seu bem-estar. Sua primeira aparição foi em Super Mario Sunshine, aonde viaja a Ilha Golfinho com Mario, Peach e com alguns Toads. O manual de Super Mario Sunshine fala que Toadsworth é amigo da princesa Peach a um longo tempo, e certamente, no jogo Mario & Luigi: Partners in Time mostrou um Toadsworth mais novo, mostrando que ele estava com a princesa Peach desde que ela era pequena. Ele apareceu também em Mario Party 7 liderando os personagens da saga. Toadsworth é personagem jogável em apenas dois jogos: Mario Superstar Baseball e Mario Super Sluggers. Na maioria dos jogos, ele é um personagem não-jogável, frequentemente dando conselhos ou fazendo algum papel em minijogos. Em Paper Mario: The Thousand-Year Door, Toadsworth revela que tem 70 anos. Ele também faz uma aparição no jogo Mario & Luigi: Superstar Saga do Gameboy Advance. Ele apesar de ser idoso é o pai adotivo da Princesa Peach.

### Toad Azul
É um Toad que de vez em quando participa nos jogos do Mario sendo um personagem jogável, como em New Super Mario Bros. Wii, New Super Luigi U, Super Mario 3D World, Mario Party Star Rush e também tem aparições como guia em outros jogos.

### Toad Amarelo
O Toad Amarelo assim como o Toad Azul tem participações jogáveis em New Super Mario Bros. Wii, New Super Mario Bros. U, New Super Luigi U, Mario Party Star Rush e aparições em outros jogos como ajudante.

### Ledrão
Ledrão conhecido em inglês como Nabbit e no português europeu como Coelharápio é um coelho com olhos redondos cujo corpo tem a mesma cor da roupa do Waluigi e cuja máscara é quase igual à do Bowser Jr. Apareceu pela primeira vez em New Super Mario Bros. U. O nome é uma mistura de lebre com ladrão.

## Antagonistas principais

### Bowser
Bowser Koopa, conhecido no Japão apenas como Koopa (クッパ, Kuppa), ou somente Bowser, é o principal vilão do universo Mario. No Japão, o personagem tem o título de "Grande Rei Demônio Koopa".

#### Bowsosso
É o Bowser que só tem osso. Apareceu pela primeira vez em New Super Mario Bros..

### Bowser Jr.
Bowser Jr. é o filho de Bowser, que apareceu pela primeira vez em Super Mario Sunshine e também em outros jogos como: Mario and Sonic at The Olimpic Winter (London) Games, Mario 3 on 3 Hops, Super Mario Galaxy, New Super Mario Bros, New Super Mario Bros. Wii, Mario Party DS, New Super Mario Bros. U, etc.
Antes de Bowser Jr. nascer, os Koopalinhos eram os chefes secundários (como Bowser Jr. é hoje), mas, agora Bowser Jr. é o segundo chefe e sai em missões com seu pai, e os Koopalinhos foram rebaixados a guardas do castelo de Bowser.
Nota: não confundir Bowser Jr. com o Bebê Bowser, a versão bebê de Bowser que se parece muito com ele.

### Koopalinhos
Koopalinhos é o nome dado aos filhos adotados de Bowser. Ludwig Von Koopa, Lemmy Koopa, Roy Koopa, Iggy Koopa, Wendy O. Koopa, Morton Koopa Jr. e Larry Koopa, eles ganharam popularidade em Super Mario Bros 3 e isso continuou em Super Mario World. Depois desse grande sucesso, em Super Mario Sunshine, Bowser Jr. é criado e meio que assume o lugar dos Koopalinhos, e depois pode-se até considerar que ele substituiu o lugar deles completamente. Mas os Koopalinhos retornaram em New Super Mario Bros. Wii, como os chefes de cada mundo, e deram continuidade em New Super Mario Bros. 2 e ainda em New Super Mario Bros. U'. No entanto, em uma entrevista de 2012 com a revista norte-americana Game Informer, Shigeru Miyamoto afirmou explicitamente que "a nossa história atual é que os Koopalinhos não são filhos do Bowser", deixando oficialmente Bowser Jr. como seu único filho.
Nota: Não confundir com Koopa Kids.

### Kamek
Também chamado de Magikoopa, nos jogos mais recentes, Kamek é um bruxo que vive em um castelo de acordo com a série "Super Mario Brothers", sua primeira aparição foi no jogo Super Mario Yoshi's Island onde tenta impedir que Yoshi entre na sala do bebê Bowser no corredor antes dele. Atualmente, Kamek virou um vilão por si próprio (antes só recebia ordens de Bowser) apesar de ainda planear planos com Bowser como mostra o jogo Mario Party.

### Rei Bu
O Rei Bu (em inglês, conhecido como King Boo) é o antagonista principal de Luigi's Mansion, Luigi's Mansion: Dark Moon e Luigi´s Mansion 3 é o inimigo principal de Luigi. Ele desempenha papéis menores em vários outros jogos de Mario, incluindo nas séries Mario Kart e Mario Party. Seu primeiro papel importante foi o de chefe final do Luigi's Mansion, onde ele se disfarçou como Bowser. O Rei Bu é um membro da espécie Bu. Ele é muito maior do que os Bus normais que aparecem nos jogos da série. Ele usa uma coroa com um rubi grande no Luigi's Mansion, e uma coroa regular em todas as outras aparições. Ele originalmente era neutro como personagem, mas após seus bus serem capturados pelo professor A. Luado e atacados pelos Irmãos Mario, ele se tornou seu inimigo. Assim como a Peach e a Rosalina têm um amor maternal por seus súditos, o Rei Bu tem um amor paternal pelos Bus.

## Outros antagonistas

### Koopa
Os Koopas (em inglês, Koopa Troopa) também são um inimigo muito conhecido nos jogos de Mario. Os Koopas são uma espécie de tartarugas amarelas, em geral têm cascos verdes (mas alguns têm cascos de outras cores), e usam botas. Uma estratégia simples e eficaz de derrotar os Koopas é simplesmente pular em cima deles, que caem de barriga para cima e demoram para se levantarem.
Alguns Koopas são "do bem" como os: Kooper, Koops, Kopie Koo (Paper Mario e Paper Mario: The Thousand-Year Door.

#### Dom Dom
Dom Dom (em inglês Boom Boom) é um dos capangas de Bowser e um Koopa muito resistente e forte. Ele é um antagonista da franquia Mario e um dos inimigos mais persistentes de Mario. Dom Dom apareceu pela primeira vez em Super Mario Bros. 3, onde costuma enfrentar Mario ou Luigi em fortalezas. Dom Dom voltou a aparecer em Super Mario 3D Land como um dos dois antagonistas secundários que costumam aparecer em aeronaves, junto com sua parceira Pom Pom. Depois de Super Mario 3D Land, Dom Dom reapareceu em jogos posteriores com mais freqüência. Comparado com Bowser, ele tem uma concha completa em vez de uma carapaça não conectada diretamente ao plastrão, e a própria concha pode não ter espinhos, dependendo do jogo

#### Espigão
Os Espigões são pequenos Koopas que apareceram pela primeira vez em Super Mario Bros. 3. Eles atacam puxando bolas pontudas dos estômagos e jogando-os em Mario ou Luigi; Como Lakitus, eles têm quantidades ilimitadas de munição. Apesar de sua aparência, os Espigões podem ser pisoteados mesmo quando eles estão segurando suas bolas cravadas acima de suas cabeças (exceto nos jogos mais recentes de Wii, Wii U e Nintendo Switch).

#### Irmãos Martelo
Os Irmãos Martelo (Hammer Bro. em inglês) são Koopas que jogam martelos. Existem variações deles, chamados Irmãos Bumerangue (Boomerang Bros.) que lançam bumerangues, Irmãos Fogo (Fire Bros.) que lançam bolas de fogo, Irmãos Gelo (Ice Bros.) que lançam bolas de gelo, Irmãos Sumô (Sumo Bros.) que atiram martelos e fazem o chão tremer e os Incríveis Irmãos Martelos Voadores (Amazin' Flyin' Hammer Bros.) que jogam seus martelos de cima de blocos voadores.

#### Kammy Koopa
Braço-direito de Bowser em Paper Mario e Paper Mario: The Thousand Year Door, ajudou a roubar a Star Rod, além de aprisionar as Stars Spirits em cartas. Tem o temperamento forte e atrapalha Mario durante o jogo. Não se sabe se ela tem alguma conexão com Kamek.

#### Koopa Paratroopas
Existem também os Koopas Paratroopas, com asas e cascos vermelhos sem espinhos. Há também Koopa Paratroopas com o casco azul de espinhos e também com casco verde sem espinhos.

#### Lakitu
Os Lakitus são Koopas que montam nuvens e jogam objetos no Mario nas fases. Usam óculos e sempre flutuam em uma nuvem. Quando estão montados em suas nuvens podem facilmente desviar dos ataques inimigos.
Para atacar, esses inimigos jogam Ovos Picos ou qualquer coisa que cause dano. No jogo New Super Mario Bros., se Mario pular e lançar uma bola de fogo num Lakitu, ele cairá da nuvem e Mario poderá subir nela. Nos últimos jogos os Lakitus andam mais amigáveis, pois estão se revoltando contra Bowser. Tais "inimigos" aparecem em jogos como os da série Mario Kart ajudando os corredores quando saem da pista. Em Super Mario 64, um Lakitu atua como cinegrafista. Pode-se citar alguns Lakitus "amigáveis": Lakilester "Spike", Lakilulu, etc.

#### Quebra-ossos
Os Quebra-ossos são Koopas mortos-vivos aliado do Bowser que são feitos de ossos. Em Mario Party DS é o chefe do 3º nível. Provavelmente os Quebra-ossos só aparecem nos castelos na forma de chefe e/ou tartaruga normal. Se o Mario pular em cima deles eles se desmontam, mas logo depois se montam novamente.

#### Toni Trombada
O Toni Trombada (do Inglês, Chargin' Chuck) são Koopas que usam um equipamento de futebol americano, mas também podem usar itens como bolas de beisebol e pás para atacar o jogador. São mais resistentes que os Koopas comuns, em Super Mario World Mario tem que pular três vezes neles para os derrotar.

### Chomp Chomp
Os Chomp Chomps (conhecido como Chain Chomp em inglês) são como se fossem bolas de ferro com coleiras que se comportam como cachorros que servem ao Rei Koopa (Bowser), eles ficam latindo e se alguém chegar perto eles geralmente abrem e fecham a boca e da um impulso para frente acertando quem estiver perto. Em New Super Mario Bros. Wii e New Super Mario Bros. 2 existe um Chomp Chomp maior que movimenta Iggy Koopa.
Apareceu na maioria dos jogos como: Paper Mario, Super Mario 64, Mario Party 9, Mario Party 3 e vários outros, não há uma maneira certa de derrotá-los, depende de cada jogo.

### Tumbo
Um grande bloco de pedra com um rosto zangado, encontrado principalmente em castelos. Tenta esmagar o jogador, geralmente de cima.

### Esmagão
Uma laje de pedra antropomórfica que bate com o rosto no chão quando Mario se aproxima. Ele só pode ser derrotado batendo as costas no chão. Inspirado no mítico monstro de parede japonês, o Nurikabe.

### Blooper
Os Bloopers são uma espécie de lula branca dos jogos do Mario. Elas vivem no oceano, geralmente em fases aquáticas, e gostam de perseguir Mario por toda parte. Aparecem nos seguintes jogos:
- Super Mario Bros.: Neste jogo, os Bloopers seguem o movimento que os conduz para cima, podendo Mario passar por baixo deles. São encontrados em fases aquáticas.
- Super Mario Bros. The Lost Levels: Neste jogo, os Bloopers podem viver tanto no mar quanto no ar.
- Super Mario Bros. 3: Neste jogo, os Bloopers ganharam sua versão com um corpo menor, e também a nova versão, os Blooper Bebês, que são uma miniatura de Blooper encontrados em algumas fases de oceano junto com Bloopers normais.
- Mario Kart Wii: Aparece como um item de ataque usado pelos corredores, que consiste em lançar uma "tinta preta" na cara do adversário que estiver com Blooper sobre seu veículo.
- Mario Party 9: Aparece como o protagonista em um minigame do jogo (modo Boss Battle).

Gooper Blooper
O Gooper Blooper é maior que todos os outros, e consequentemente, o chefe deles.

### Planta Piranha
As Plantas Piranha são plantas carnívoras, geralmente vermelhas com pintas brancas, que vivem nas tuberias que Mario e Luigi às vezes utilizam para atravessar caminhos.
As Plantas Piranha, cospem bolas de fogo, de gelo, de veneno e mordem qualquer um que chegar muito perto. Há algumas Plantas Piranha que são diferentes, algumas vivem no gelo, outras vivem em terra e outras vivem até em lugares quentes e na lava, como é o caso de Lava Piranha. Elas agem apenas por instinto, e parecem não distinguir os irmãos Mario de outros personagens.
Em alguns jogos de Mario, como Mario Kart: Double Dash!!, existe o chamado Petey Piranha, uma Planta Piranha bípede, com pétalas. No jogo Mario & Luigi: Partners in Time, Princesa Shroob dá a Princesa Peach para Petey Piranha devorar. Parece ser como Waluigi: aparece somente em jogos desportivos da série Mario. Além disso, o próprio Waluigi tem uma Planta Piranha sem pés, que fica num vaso.
A Planta Piranha aparece pela primeira vez como lutadora em Super Smash Bros. Ultimate, em que ela é uma lutadora jogável adicional disponível gratuitamente para jogadores que se registraram no jogo antes de 31 de janeiro de 2019. Para jogadores que não registraram o jogo, ela permanece disponível como conteúdo adicional pago.
Petey Piranha
O Petey Piranha é uma Planta Piranha anormalmente grande com pétalas em sua cabeça. Sua primeira aparição é em Super Mario Sunshine, e desde então ele ganhou muita popularidade e tornou-se um chefe regular em títulos de Mario. Ele também sempre aparece em jogos de desportes e derivados. Supostamente, ele é o governante de sua espécie, como sugerido por seu nome no Japão, Boss Pakkun ("Pakkun Flower" é o nome japonês para Planta Piranha). Ele tem vários poderes especiais que o distinguem de Plantas Piranha normais, incluindo cuspir, voar e atacar com vinhas.
Curiosidade: No final de cada batalha com ele, ele é destruído, mas sempre parece ser ressuscitado para aparecer em um outro jogo.

### Shy Guy
O Shy Guy é conhecido no Japão como Heihõ e como diz o nome (Shy=Tímido Guy=Cara), é muito tímido. Os Shy Guys são pequenas criaturas que se vestem com roupas que cobrem totalmente o corpo, e sempre usam máscaras. Ninguém sabe como é o rosto de um Shy Guy porque eles são muito reservados e não se abrem para pessoas que não sejam Shy Guys também. Mas em Luigi's Mansion, há certos fantasmas que se parecem com Shy Guys e estão sem máscara, e acredita-se que são Shy Guys mortos e, em Mario Power Tennis, quando o Shy Guy vai pegar o troféu, a máscara dele cai fazendo com que o Luigi fique desesperado. Depois o Shy Guy põe de volta a máscara caída.
Há várias "espécies" de Shy Guys, cada um com uma habilidade especial, como Medi Guy (que cura seus aliados), Pyro Guy (que usa ataques de fogo), Spear Guy (que parece primitivo e ataca com lanças), Sky Guy (que flutua no ar com balões e atira pedras com seu estilingue), Anti Guy (Shy Guy preto extremamente forte) e muitos outros. Alguns Shy Guys são únicos, como General Guy e Gourmet Guy (Paper Mario), Game Guy (Mario Party 3), Petal Guy e Hulu (Mario Party Advance).

### Bob-bomba
Os Bob-bombas são bombas com olhos e pernas. Os Bob-bombas são muito temperamentais e, caso algum inimigo se aproxime e os toque, eles explodem e causam muito dano a quem estiver próximo. Alguns Bob-bombas são rosas, e estes são mais amigáveis.
Alguns Bob-bombas "do bem": Bombette, Admiral Boobery, Bobby (de Paper Mario, Paper Mario: The Thousand Year Door e Paper Mario: The Origami King), Bob-Bomba Camaradas (que aparecem em vários jogos, inclusive em Super Mario 64 e Super Mario Galaxy 2).
Rei Bob-bomba
O Rei Bob-bomba é um Bob-bomba maior que o normal que usa uma coroa e tem um bigode branco. Assim como Bowser é o rei dos Koopas, o Rei Bob-bomba é o rei dos Bob-Bombas.
Ele é descrito como um chefe horrível por uma Bob-bomba rosa, o Rei Bob-bomba é o primeiro chefe de Super Mario 64, depois que o Mario o derrota, ele larga sua Estrela de Poder e perde seu poder.

### Bu
Os Bu são inimigos fantasmas comuns da série Mario, aparecendo pela primeira vez em Super Mario Bros. 3, deixando sua marca até hoje. Eles são um tipo de fantasma esférico com bocas ameaçadoras e constantemente abertas e "bracinhos" curtos. A fala de Goombario sobre Igor em Paper Mario diz "Ele provavelmente foi um mercador antes de se tornar um Bu", deixando implícito que Bus atuais já foram seres vivos.
Mesmo sendo fantasmas, podem ser derrotados de diversas maneiras: com a invencibilidade proporcionada pela estrela, jogando um martelo (em Super Mario Bros. 3, em que Mario pode atirar martelos, com um item especial).
Em Super Mario 64, é possível derrotar um fantasma com um soco. Quando Mario olha na direção deles, os Bus param e ficam "invisíveis", mas quando Mario vira-se de costas para eles, os Bus vão em sua direção e tentam atacá-lo.
Em Super Mario World, surgem tipos diferentes de Bus: os que ficam se mexendo e batendo pelas paredes mesmo quando o jogador olha em sua direção, e os que, em vez de ficar invisíveis, transforma-se em blocos quando o personagem olha para eles. Podem ser mortos escorregando escadas e os atingindo ou apenas voando e pousando inflado sobre eles (esta dica existe em alguns exemplares de cartuchos de versão especial e em conversas no jogo Paper Mario).
Em New Super Mario Bros., os Bus são invencíveis, e alguns deslocam-se inspirando ar e tornando-se maiores e mais poderosos.
Em New Super Mario Bros. Wii, os Bus costumam andar em conjunto, e podem apenas ser derrotados com uma estrela, que costuma aparecer em caixas perto deles.
Em Super Mario Galaxy há um novo tipo de Bus, os Bus Bomba. Eles são Bus pretos com olhos amarelos que podem ser usados por Mario para destruir objetos. Nesse jogo, aparece também um Bu chamado Spooky Speedster, que em algumas fases aposta uma corrida com Mario ou Luigi. Bus normais podem ser derrotados guiando-os até a luz.
Em '"Mario Kart, os Bus podem ser usados como itens. Os Bus são extremamente brincalhões, e adoram pregar peças como roubar itens e assustar os outros

### Bill Bala
Os Bill balas são grandes projéteis com olhos e as vezes bracinhos, as vezes possuem uma pintura que lhes dão uma "boca" com dentes afiados. São disparados para tentar atrapalhar o personagem. Como retratado no filme animado eles podem mudar de alvo se quiserem. Possuem tamanho variados e ao errar o alvo, podem voltar a persegui-lo novamente, tentando acertar-lhe (assim chamado Bill Míssil). A única forma de eliminá-los é pulando sobre eles. Existem variações, como Bill Banzai (maior que os Bill Balas comuns), Busca Bill, Bill Torpedo ou os Reis Bill (o maior tipo de Bill Balas, muito maior que o Bill Banzai).

### Cheep Cheep
O Cheep Cheep é uma espécie de peixe. Alguns Cheep Cheeps são grandes e engolem as pessoas (Come Cheep), outros podem viver fora da água, como Sushie, uma amiga de Mario em Paper Mario. Os Cheep Cheep, ao invés de nadadeiras, possuem asas e, assim, podem pular mais alto para fora da água e atacar Mario e Luigi.

### Cactubola
Um cacto pontiagudo com segmentos destacáveis de corpo verdes ou amarelos que apareceu pela primeira vez em Super Mario Bros. 2.

### Trouter
Os Trouters são espécies de peixes, como Cheep Cheeps. Eles fazem sua primeira aparição em Super Mario Bros. 3 para pegar Mario e Luigi e levá-los para dentro da água. Eles também aparecem em The Super Mario Bros. Super Show! para mostrar que se Mario e Luigi cairem na água, eles o perseguem. Às vezes, para mostrar seu apetite, eles são armados com facas e garfos e segurando babadores.

### Goomba
O Goomba é um inimigo clássico de Mario. Os Goombas se parecem com cogumelos de grandes cabeças, pequeno corpo e pés. Sua cor é marrom, e geralmente, os Goombas são pequenos, mas alguns são diferentes, como o Rei Goomba (que é enorme) e os Goombas Vermelho e Azul de Paper Mario. Existem os Paragoombas, que tem asas e voam. Também existem os Hyper Goombas, os Choombas (que são como máquinas a vapor) e os Chuboombas (que andam com um pirulito nas costas e são gordos) de Paper Mario e Bowser's Inside Story.
Alguns Goombas são "do bem" como: Goombario e sua família (de Paper Mario), Goombella e Professor Frankly (de Paper Mario: The Thousand Year Door), Goombob (de Mario Party Advance).
Rei Goomba
Rei Goomba é um Goomba maior que o normal que usa uma coroa, uma roupa com listras vermelhas e brancas e que tem sobrancelhas e bigodes brancos. Assim como Bowser é o rei dos Koopas, o Rei Goomba é o rei dos Goombas.
Apareceu como o primeiro chefe do jogo Paper Mario.

### Princesa Shroob
Ela é a Princesa dos Shroob (cogumelos roxos vindos de outro planeta) possui a cabeça de um Shroob e odeia a Peach, apareceu na primeira vez em Mario & Luigi: Partners in Time, onde o Reino Cogumelo foi invadido por várias naves espaciais cheias de Shroobs mandadas por sua Princesa.

### Monty Toupeira
O Monty Toupeira é um animal que aparece na série de personagens Mario, como um inimigo que se parece muito com toupeiras. Ele geralmente vive debaixo da terra e quando Mario e/ou Luigi aparecem eles partem para o ataque (alguns não são muito fortes e podem ser facilmente devorados pelos Yoshi, mas existem alguns bem grandes chamados de Mega Monty).
Retch Toupeira
O Retch Toupeira é um Monty Toupeira que usa óculos azuis e atira chaves inglesas.

### Clawgrip
É um caranguejo gigante. Ele tem a habilidade de lançar rochas. No jogo Super Mario Bros. 2, Mario precisa pegar cinco delas e jogar nele para vencer, também aparece no desenho animado Super Mario Bros Super Show.

### Besouro
Os Besouros, são besouros amarelos de cascos azuis e olhos vermelhos semelhante aos Koopa Troopas, pois seu casco pode ser lançado como o das tartarugas. Ao contrário dos Koopa, os Besouros são resistentes a bolas de fogo lançadas pelos personagens através da Flor de Fogo

### Fryguy
É uma bola de fogo. Jogue três blocos e ele se dividirá em pedaços. É um dos chefes mais difíceis do jogo Super Mario Bros. 2 e também Capanga do Rei Koopa (Bowser) no Desenho animado Super Mario Bros. Super Show.

### Fawful
Fawful é um feijão (nome dado à raça de moradores do Reino dos Feijões, Beanbean Kingdom) excêntrico recorrente da série Mario & Luigi. Ele é notável por falar em inglês gramaticalmente incorreto e fazer metáforas obscuras relacionadas à comida.

## Bebês

### Bebê Mario
Bebê Mario é a versão bebê de Mario que aparece pela primeira vez em Super Mario World 2: Yoshi's Island, que estava sendo levado pela cegonha para seus pais com seu irmão, até que Bebê Bowser estraga seus planos, e um Yoshi tem o dever de seguir a cegonha e entregar o bebê a seus pais, mais afinal seus pais acham o Reino do Cogumelo muito arriscado para seus filhos e os enviam para o Mundo Real, onde passam sua vida inteira até que quando grandes voltam ao Reino do Cogumelo novamente acidentalmente, e passam até hoje suas vidas por lá, Bebê Mario também aparece em Mario Golf, Mario Tennis Open, Mario Kart Wii, Mario and Luigi: Partners in Time, entre outros.

### Bebê Luigi
Juntamente com seu irmão apareceu pela primeira vez em Yoshi's Island, o bebê é carregado pela cegonha o jogo inteiro enquanto seu irmão fica na garupa de um Yoshi tentando seguir a cegonha e devolver Bebê Mario a ela, Bebê Luigi também como seu irmão já encontrou sua forma adulta em Mario Golf, Mario & Luigi: Partners in Time e em Mario Kart Wii como personagens jogáveis.

### Bebê Peach
A doce princesinha Bebê Peach apareceu pela primeira vez em Mario & Luigi: Partners in Time. No jogo a princesinha é amiga de Bebê Mario, e chora diante de qualquer injustiça ou incoveniencia. Também aparece em Yoshi's Island DS, e também aparece em jogos com sua versão adulta como em Mario Golf, Mario Kart Wii e Mario Tennis Open.

### Bebê Wario
Aparecido pela primeira vez em Yoshi's Island DS, o bebezinho ganancioso carrega um ímã gigante para atrair moedas para ele mesmo. Seu ímã também é capaz de levantar as plataformas metálicas e movimentar grandes caixas de metal.

### Bebê Bowser
Embora muito parecido com Bowser Jr., é Bowser em sua versão bebé, que também apareceu pela primeira vez em Super Mario World 2: Yoshi's Island que cria toda a confusão do jogo, e também aparece no jogo, Super Smash Bros. Melee, Yoshi's Island DS e Yoshi's Story.

### Bebê Daisy
A versão bebê da Princesa Daisy, aparecida pela primeira vez em Mario Kart Wii, no jogo a bebê ganhou um circuito de sua versão adulta, com uma estátua dela com Bebê Luigi a carregando no ar.

### Bebê Donkey Kong
Aparecido pela primeira vez em Yoshi's Island DS como personagem jogável após completar várias fases, Bebê Donkey Kong também aparece em Mario Super Sluggers.

### Bebê Rosalina
É uma versão bebê da Princesa Rosalina que teve sua apreciação pela primeira vez em Mario Kart 8.

## Outros Aliados

### Starlow/Twink
É uma estrela que ajuda Peach no jogo Paper Mario.

### Goombario
Goombario apareceu na primeira vez em Paper Mario, quando Mario é derrotado por Bowser com o poder da Star Rod, as Stars Rod resolvem ressuscitá-lo e Goombario o acha. Goombario é um grande fã de Mario e sabe muitas coisas e pode fornecer informações sobre pessoas, lugares e inimigos.

### Goombella
Goombela: A primeira a se unir a Mario no jogo Paper Mario: The Thousand-Year Door. É uma arqueóloga aspirante, era uma dos estudantes do Professor Frankly, na Faculdade Goom. Ela é uma Goomba rosa. Ela sabe muitas coisas e fala tudo sobre lugares, objetos e inimigos. Não pode atacar inimigos com espinhos, pois ela se ferirá.

### Prof. Kolorado
Ele é o professor de arqueologia da universidade. Sua grande paixão é explorar lugares e colecionar objetos de valor. Ele ajuda Mario em Paper Mario: The Thousand-Year Door.

### Kooper
Kooper é um Koopa-Troopa aventureiro que quer se tornar um arqueólogo e é fã do Prof. Kolorado, um dos arqueólogos mais conhecidos no Reino Cogumelo.

### Parakarry
Parakarry é um Paratroopa carteiro muito atrapalhado que se une a Mario em Paper Mario de 2001.

### Poochy
Uma criatura parecida com um cão da pradaria semelhantes a toupeiras peludas, que aparece no jogo Super Mario World 2: Yoshi's Island como um amigo de Yoshi. No jogo, ele se move na direção que Yoshi aponta.

### Rainha Bean
Uma personagem do jogo Mario & Luigi: Superstar Saga. Ela é a governanta oficial do BeanBean Kingdom.
Ela governa o reino junto com Lady Lima, sua fiel companheira e guardiã da Beanstar, e com seu filho, o Príncipe Peasley.

### Lady Lima
Ela é a fiel companheira da Queen Bean e guardiã da poderosa Beanstar. Lady Lima é conselheira da Queen Bean há muitos anos, acompanhou o crescimento do BeanBean Kingdom até a chegada da temida bruxa Cackletta, que acabou hipnotizando a governanta do reino. Lady Lima aconselhou Mario e Luigi em suas missões no reino, para recuperar o voz da Princess Peach.

### Príncipe Peasley
Príncipe Peasley é um personagem do jogo Mario & Luigi: Superstar Saga. Ele é o filho da Queen Bean, portanto, príncipe do BeanBean Kingdom. Segundo o jogo, o Príncipe Peasley foi até a HooHoo Mountain procurar pistas da bruxa Cackletta?, pois ela havia roubado a voz da Princesa Peach. Ao chegar na montanha, Peasley foi capturado e prendido num enorme ovo no topo da montanha, sendo salvo depois por Mario e Luigi.

### Wanda
Wanda é uma pequena fada loira que, em Mario & Wario, ajuda os personagens que estão com um objeto encobrindo sua visão a guiá-los, fazendo os mesmos chegarem ao seu destino.

### Mallow
Mallow é uma pequena criatura feita de algodão que se torna o primeiro aliado de Mario no jogo Super Mario RPG: Legend of the Seven Stars. Ele é um jovem garoto órfão adotado por um sapo e que perdeu de sua família. Após conhecer o Mario e viajar com ele, descobre-se mais informações sobre seu passado misterioso no decorrer da aventura.

### Geno
Geno é um boneco mágico que se torna aliado de Mario no jogo Super Mario RPG: Legend of the Seven Stars. Originalmente ele pertencia a um jovem garoto fanático por brinquedos sendo ele o seu favorito, porém por meio do espírito de uma estrela Geno acabou por ganhar vida e super poderes através de sua varinha mágica passando a guiar Mario e Mallow na jornada pelas 7 estrelas desde então.

### Perry
Perry é o guarda-chuva que ajuda Peach em Super Princess Peach.

### Luma
Lumas são estrelinhas que vivem no espaço com Rosalina. Elas já apareceram nas cores amarela e branca, nos jogos Super Mario Galaxy e Super Mario Galaxy 2, embora possam ser de várias outras cores e tamanhos.

### Celeste
Celeste, conhecida em inglês como Starlow, é um espírito de estrela de cor amarela e de formato redondo, com uma estrelinha sobre ela (por isso o nome Starlow, uma junção das palavras star e yellow), que surgiu no jogo Mario & Luigi: Bowser's Inside Story. Ela, que tem diversos poderes mágicos, apareceu novamente no game de RPG Mario & Luigi: Dream Team, do Nintendo 3DS. Starlow faz com que Luigi, enquanto adormecido, tenha diversas reações que repercutem no Dream World (Mundo dos Sonhos) em que Mario circula, tais como puxar o bigode de Luigi, fazê-lo espirrar de modo a soprar vento, mudar a temperatura do ambiente e alterar o centro de gravidade do local.